# Willie Haupt
Willie Haupt (ur. 10 lipca 1885 roku w East Cameron, zm. 16 kwietnia 1966 roku w Elkins Park) – amerykański kierowca wyścigowy.

## Kariera
W swojej karierze Haupt startował głównie w Stanach Zjednoczonych w Grand Prix Stanów Zjednoczonych oraz w mistrzostwach AAA Championship Car oraz towarzyszącym mistrzostwom słynnym wyścigu Indianapolis 500. W drugim sezonie startów, w 1913 roku w Indy 500 uplasował się na trzynastej pozycji. Z dorobkiem 35 punktów został sklasyfikowany na 43 miejscu w końcowej klasyfikacji kierowców. Dwa lata później Amerykanin raz stanął na podium. Uzbierał łącznie 120 punktów, co dało mu 25 miejsce w klasyfikacji generalnej. Na torze Indianapolis Motor Speedway] osiągnął linię mety jako jedenasty.